# Rio do Peixe (vattendrag i Brasilien, São Paulo, lat -22,38, long -46,85)
Rio do Peixe är ett vattendrag i Brasilien.   Det ligger i delstaten São Paulo, i den sydöstra delen av landet, 700 km söder om huvudstaden Brasília.
Omgivningen kring Rio do Peixe är huvudsakligen savann. Området är ganska tätbefolkat, med 116 invånare per kvadratkilometer.